# Lite-C
Lite-C ist eine Programmiersprache für Multimedia-Anwendungen und Computerspiele, mit einer an die Sprache C angelehnten Syntax. Der Hauptunterschied zu C ist die native Implementation von Multimedia/VR-Elementen wie Sounds, Bildern, Filmen, GUI-Elementen, 2D- und 3D-Modellen, Kollisionserkennung, Physiksimulation usw. Lite-C erzeugt ausführbare Dateien mit einem Compiler und läuft auf den 32-Bit- und 64-Bit-Versionen von Windows XP, Windows Vista, Windows 7 und Windows 8.
Um den Zugang für Nichtprogrammierer zu erleichtern, enthält der lite-C Download einen 24-Lektionen Workshop, der sich insbesondere mit den Multimedia- und Computerspiel-Aspekten der Sprache befasst.
Lite-C unterstützt die Windows API und das Component Object Model (COM); daher können auch OpenGL und DirectX Programme direkt in lite-C geschrieben werden. In der Sprache ist die kostenlose A8 Render-Engine integriert.

## Beispiel
Das folgende lite-C Programm öffnet ein 3D-Fenster und stellt eine rotierende Kugel dar, die natürlich auch als Modell im Unterverzeichnis existieren sollte:
```
void
 
main
()

{

   
level_load
(
""
);
 
// öffne leeren Level

   
ENTITY
*
 
sphere
 
=
 
ent_create
(
"sphere.mdl"
,
vector
(
0
,
0
,
0
),
NULL
);
 
// erzeuge Kugel-Modell an Position (0,0,0)

   
while
(
1
)
 
{

      
sphere
->
pan
 
+=
 
1
;
 
// rotiere die Kugel mit 1 Grad per Frame

      
wait
(
1
);
  
// warte einen Frame

   
}

}

```

## Eigenschaften
Lite-C weist die folgenden Unterschiede zu Standard-C auf:
- Natives Multitasking
- On-the-fly Compiler
- Unterstützt externe Klassenbibliotheken (OpenGL, DirectX, Windows API)
- Implementation der A8 Render-Engine
- Funktionen zur Darstellung/Manipulation von 3D-Modellen
- Funktionen zur Physik-Simulation
- Funktionen für Vektor/Matrixalgebra
- Funktionen zur Benutzeroberfläche
- Funktionen zum Abspielen von Sound- und Filmdateien
- Native Unterstützung von DirectX 9
- Fernsteuern beliebiger Windows-Programme
- Geringe Größe – ca. 15 MB mit Compiler, IDE, Debugger